# Hondschoote
Hondschoote [ɔ̃(t)skɔt] (Hondschote en flamand occidental / néerlandais) est une commune française située dans le département du Nord et la région Hauts-de-France.

## Étymologie et prononciation
Hondschoote ne devrait en principe pas se prononcer comme pourrait le suggérer une lecture à la française de ce nom (qui correspond en fait à une graphie néerlandaise). Il devrait se prononcer à peu près « honne-ts-côte », conformément à la prononciation du néerlandais, ou « honne-ts-chaud-te » selon une prononciation flamande occidentale, se différenciant de la prononciation standard du néerlandais (A.N.).
Dès 1069, nous retrouvons un Hondescote.
Plusieurs traductions fantaisistes ont été proposées :
- Hundo, nom d'homme germanique, Schot : « terrain clos » ;
- « Enclos aux chiens » (de Hond : « chien » et de Schoot, Schoote, Scheute : « enclos » (Beschutting) ;
- Huns Cota signifierait également enclos des Huns, lesquels auraient établi un camp au bord des Moëres lors de l'invasion de la Gaule.

Des recherches approfondies d'un spécialiste de la langue néerlandaise — Jacques Fermaut — sont plus vraisemblables ; « Hondschoote » correspond à une définition géographique : « éminence — 5 à 9 m — du chenal de marée ».

## Géographie

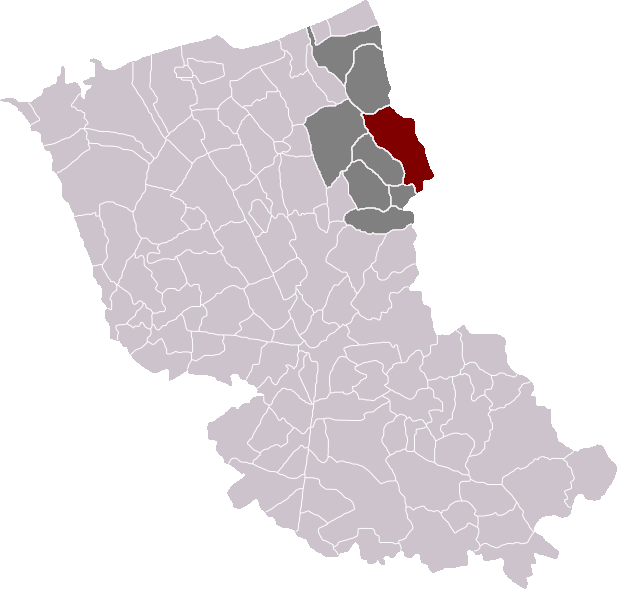
Hondschoote dans son canton et son arrondissement.

### Situation
Située à 24 km de Dunkerque, 63 km de Lille, 11 km de Bergues.

### Communes limitrophes
| Warhem | Ghyvelde    | Furnes Belgique     |
|        | Hondschoote | Alveringem Belgique |
| Killem | Oost-Cappel | Alveringem Belgique |

### Hydrographie

#### Réseau hydrographique
La commune est située dans le bassin Artois-Picardie. Elle est drainée par le canal de la Basse Colme, le canal des Glaises, la Becque d'Hondschoote, la Becque de killem, la Cité Alexander, la Schardouwbeek, le canal du moulin le gange, le canal le Danube, le Moulin du Nord, le ringsloot, le Tilleul, l'houtgracht et divers autres petits cours d'eau,.
Le Ringsloot, d'une longueur de 20 km, prend sa source dans la commune  et se jette  dans le canal des Moeres à Warhem, après avoir traversé quatre communes.
Le canal de la Basse-Colme, est un canal  reliant Bergues à Hondschoote. Il fait partie du canal de la Colme.

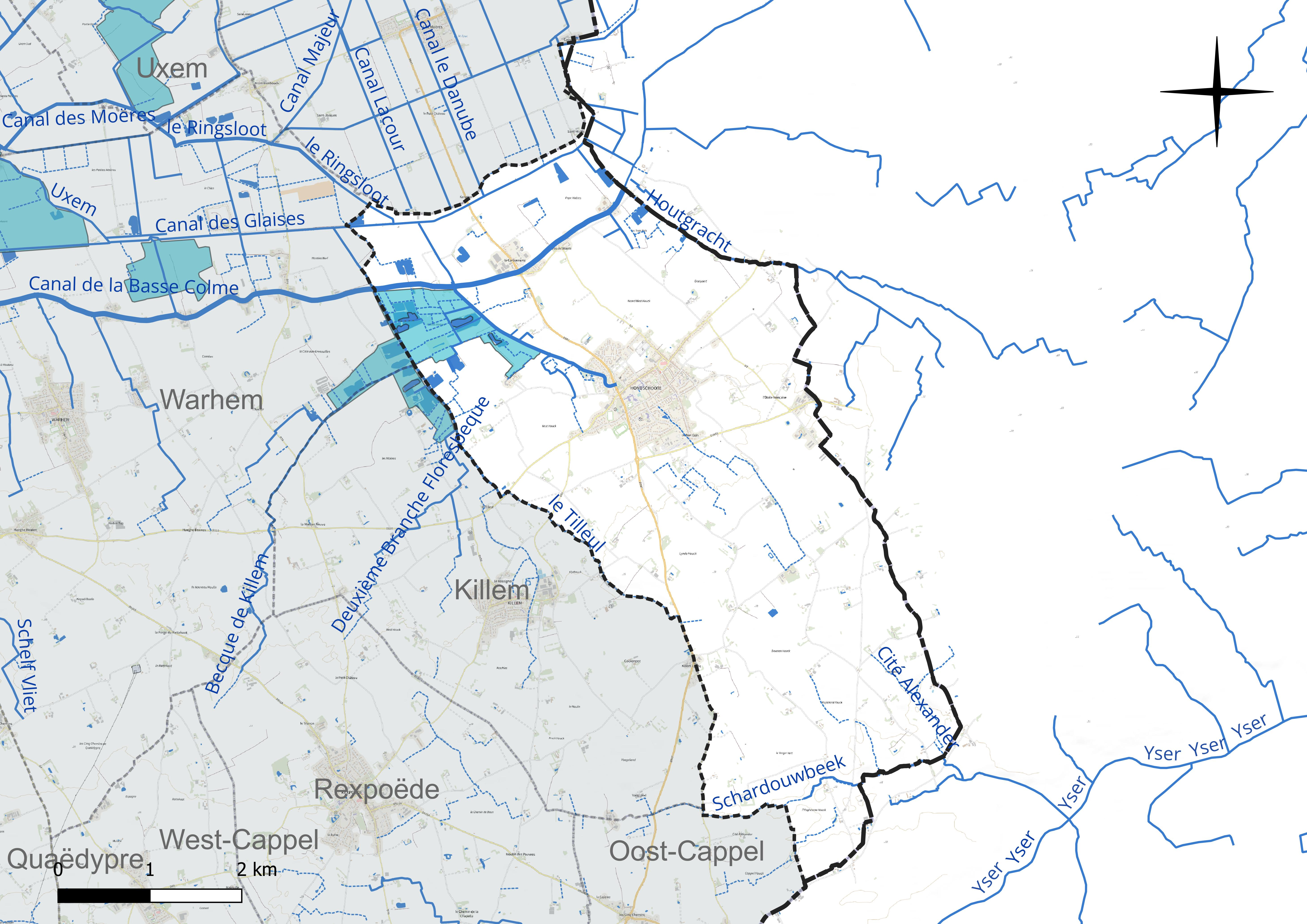
Réseau hydrographique d'Hondschoote.

#### Gestion et qualité des eaux
Le territoire communal est couvert par le schéma d'aménagement et de gestion des eaux (SAGE) « Delta de l'Aa ». Ce document de planification concerne un territoire de 1 208 km2 de superficie, délimité par le bassin versant de l'Aa. Le périmètre a été arrêté le 18 août 2000 et le SAGE proprement dit a été approuvé le 15 mars 2010. La structure porteuse de l'élaboration et de la mise en œuvre est l'Institution intercommunale des Wateringues.
La qualité des cours d'eau peut être consultée sur un site dédié géré par les agences de l'eau et l'Agence française pour la biodiversité.

### Climat
Pour des articles plus généraux, voir Climat des Hauts-de-France et Climat du Nord.
En 2010, le climat de la commune est de type climat océanique altéré, selon une étude du CNRS s'appuyant sur une série de données couvrant la période 1971-2000. En 2020, Météo-France publie une typologie des climats de la France métropolitaine dans laquelle la commune est exposée à un climat océanique et est dans la région climatique  Côtes de la Manche orientale, caractérisée par un faible ensoleillement (1 550 h/an) ; forte humidité de l'air (plus de 20 h/jour avec humidité relative > 80 % en hiver), vents forts fréquents.
Pour la période 1971-2000, la température annuelle moyenne est de 10,7 °C, avec une amplitude thermique annuelle de 14 °C. Le cumul annuel moyen de précipitations est de 729 mm, avec 11,9 jours de précipitations en janvier et 8,1 jours en juillet. Pour la période 1991-2020, la température moyenne annuelle observée sur la station météorologique la plus proche, située sur la commune de Dunkerque à 16 km à vol d'oiseau, est de 11,7 °C et le cumul annuel moyen de précipitations est de 690,8 mm,. Pour l'avenir, les paramètres climatiques de la commune estimés pour 2050 selon différents scénarios d'émission de gaz à effet de serre sont consultables sur un site dédié publié par Météo-France en novembre 2022.

## Urbanisme

### Typologie
Au 1er janvier 2024, Hondschoote est catégorisée bourg rural, selon la nouvelle grille communale de densité à sept niveaux définie par l'Insee en 2022.
Elle appartient à l'unité urbaine de Hondschoote, une unité urbaine monocommunale constituant une ville isolée,. Par ailleurs la commune fait partie de l'aire d'attraction de Dunkerque, dont elle est une commune de la couronne,. Cette aire, qui regroupe 66 communes, est catégorisée dans les aires de 200 000 à moins de 700 000 habitants,.

### Occupation des sols
L'occupation des sols de la commune, telle qu'elle ressort de la base de données européenne d'occupation biophysique des sols Corine Land Cover (CLC), est marquée par l'importance des territoires agricoles (94,4 % en 2018), en diminution par rapport à 1990 (96,3 %). La répartition détaillée en 2018 est la suivante : 
terres arables (94,4 %), zones urbanisées (4,8 %), zones humides intérieures (0,8 %). L'évolution de l'occupation des sols de la commune et de ses infrastructures peut être observée sur les différentes représentations cartographiques du territoire : la carte de Cassini (XVIIIe siècle), la carte d'état-major (1820-1866) et les cartes ou photos aériennes de l'IGN pour la période actuelle (1950 à aujourd'hui).

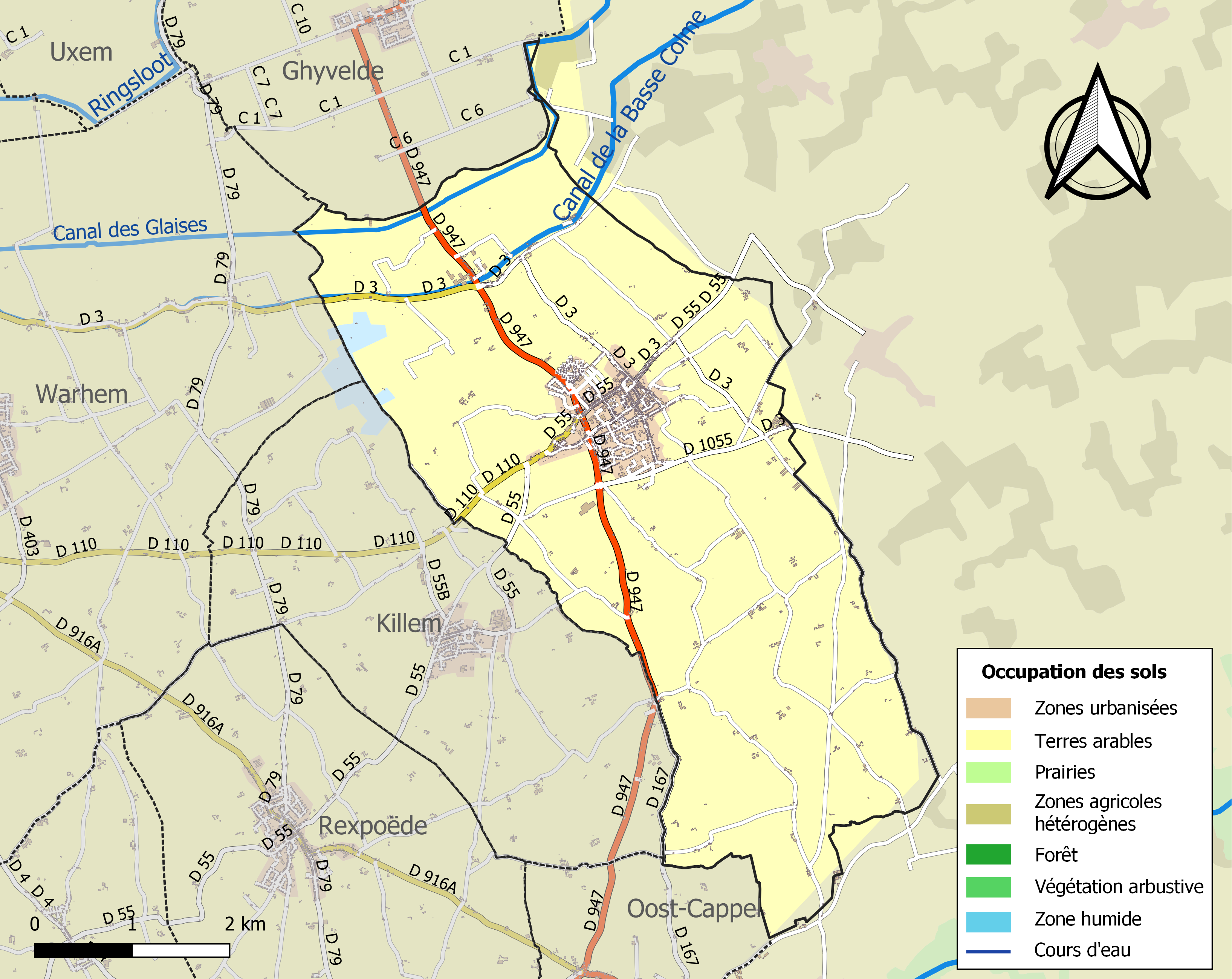
Carte des infrastructures et de l'occupation des sols de la commune en 2018 (CLC).

## Héraldique
|  | Les armes d'Hondschoote se blasonnent ainsi : « D'hermine à la bande de gueules chargée de 3 coquilles d'or ». Voir également l'armorial du Tournoi de Chauvency |

## Histoire

### Avant 1789
Avant la Révolution française, Hondschoote relève de la châtellenie de Bergues. Celle ci s'étend sur tous les villages qui l'entourent mais doit partager le pouvoir avec la Cour féodale ou Peron de Bergues, propriété des souverains (comtes de Flandre puis rois de France) qui détient également certains droits et pouvoirs. La seigneurie d'Hondschoote relève ainsi de la Cour féodale. Elle appartient au XVIIIe siècle au comte de Hornes résidant à Douai puis à Mr Coppens d'Hersin.
En 1096-1099, Guillaume Moran de Honschoote, seigneur de Hondschoote, et Raoul de Lederzelle participent à la première croisade menée par Godefroy de Bouillon.
Au début du XIIIe siècle, Walter (dans les textes en latin, traduit par Gauthier dans les textes en vieux 
français) de Hondschoote est un des meneurs d'un groupe nommé les Blavoetins qui s'opposaient aux Ingrekins. L'ancienne comtesse de Flandre Mathilde de Portugal, soutenant les Ingrekins, les Blavoetins vinrent en 1206 assiéger Bergues où se trouvait Mathilde, après avoir ravagé une de ses possessions à Furnes. Ils furent écrasés par le parti adverse. Le combat eut lieu un lundi qui porta ensuite dans la région le nom de « lundi rouge » (de rood maendag) en raison du sang versé.
En 1258, Jean de Hondschoote et Isabelle sa femme, passent un accord avec l'abbaye de Watten au sujet d'une redevance due par les tenanciers d'Hondschoote.
En 1263, Guillaume de Hondschoote est prévôt du chapitre de Sainte-Walburge de Furnes, et nomme avec le chapitre, un arbitre chargé de terminer le différend existant entre les habitants de Rubroc (Rubrouck) et l'abbaye de Watten.
Gautier de Hondschoote est présent aux festivités données par le comte de Chiny en 1285 et décrites par Jacques Bretel dans son Tournoi de Chauvency. Il s'y trouve aux côtés de Philippe de Flandres, de Florent de Hainaut, du châtelain de Bergues, des seigneurs de Haussy, Lalaing, Ligne, Fléchin, Montigny, Auberchicourt, etc.
En 1303, Walter de Hondschoote seigneur de Houtkerque, et Jean de Haverskerque, seigneur de Hondschoote, vendent à Gilles Ier Aycelin de Montaigut, archevêque de Narbonne pour la somme de 3 000 livres, une rente de 300 livres sur le Trésor de France. En avril 1309, le roi de France Philippe, (Philippe IV le Bel), assigne à Walter ou Gautier de Hondschoote, seigneur de Houtkerque, 250 livres tournois sur 500 qu'il lui avait données, à prélever sur les salines de Carcassonne. En 1314 (?), Philippe roi de France donne à Gautier de Hondschoote 1 400 livres de rentes sur le trésor, à condition que si Gautier ne laisse que des filles, le roi pourra racheter cette rente moyennant 600 livres. En septembre 1318, Philippe, roi de France, (Philippe V le Long), confirme à Marie, fille de feu Gautier, seigneur de Hondschoote (de Hondschoote ou de Houtkerque? ou des deux?), et son mari Gaucher Regnaut, seigneur de Los (Loos?) le don d'une rente de 1 400 livres tournois à prélever sur le trésor royal.
Au Moyen Âge, Hondschoote prospère grâce à l'industrie du drap. Avec le lin cultivé dans les environs des centaines de petits ateliers fabriquent du tissu de serge. Ces fabrications étaient exportées jusqu'en Turquie. Le comte de Flandre Louis de Crécy (Louis Ier de Flandre) accorde  au XIVe siècle plusieurs privilèges aux fabricants dont celui de marquer leurs étoffes d'une empreinte portant d'un côté les armes du Comte, de l'autre la marque particulière de chacun, marques dont certaines sont conservées dans les archives de la ville. Deux foires annuelles à la Pentecôte et en juillet favorisaient les affaires.
En 1383, la ville est incendiée lorsque Charles VI chasse les Anglais de la région (croisade d'Henri Le Despenser).Au XVIe siècle, Hondschoote avait une chambre de rhétorique, De Persetreders, toujours opérationnelle en néerlandais au XIXe siècle. En 1400, Arnould de Hornes se marie avec la fille de Gauthier d'Hondschoote. Ce dernier est tué à la bataille d'Azincourt, en 1415. La seigneurie d'Hondschoote passe dans la famille de Hornes. Un incendie ravage la ville en 1488. Une nouvelle halle aux serges est construite en 1500. La tour de l'église Saint-Vaast est édifiée en 1513. À partir du XVIe siècle, cependant, les malheurs s'acharnent sur la ville, devenue espagnole, plusieurs fois pillée au cours des guerres (ainsi en 1558, lors de l'expédition française en Flandres du Maréchal de Thermes terminée par la bataille de Gravelines), victime d'incendies dévastateurs (en 1576 où 600 ateliers furent brûlés dans la partie ouest de la ville, également en 1582 où 900 fabriques furent incendiées/>) et touchée par la peste de surcroît en 1545 et 1578.
Du point de vue religieux, la commune était située dans le diocèse de Thérouanne puis dans le diocèse d'Ypres, doyenné de Bergues.
Dans les années 1560-1561, l'industrie drapière d'Hondschoote n'est plus aussi florissante qu'elle l'a été. Ce déclin crée un climat social détérioré où les idées nouvelles, concernant la religion (protestantisme) n'ont pas de mal à prosprérer. Laville devient le centre de la propagation du calvinisme dans le Westhoeck. Au début du mois d'août 1566, les Gueux pillent l'église d'Hondschoote. Cet incident mineur donne le signal de la rébellion sur toute la côte et conduisit à des émeutes iconoclastes conduites par les calvinistes dans tous les Pays-Bas espagnols.
Valentin de Pardieu, au service des Espagnols, œuvre à mener une expédition punitive contre les Gueux en Flandre française, dans la région d'Hondschoote-Worhmout.

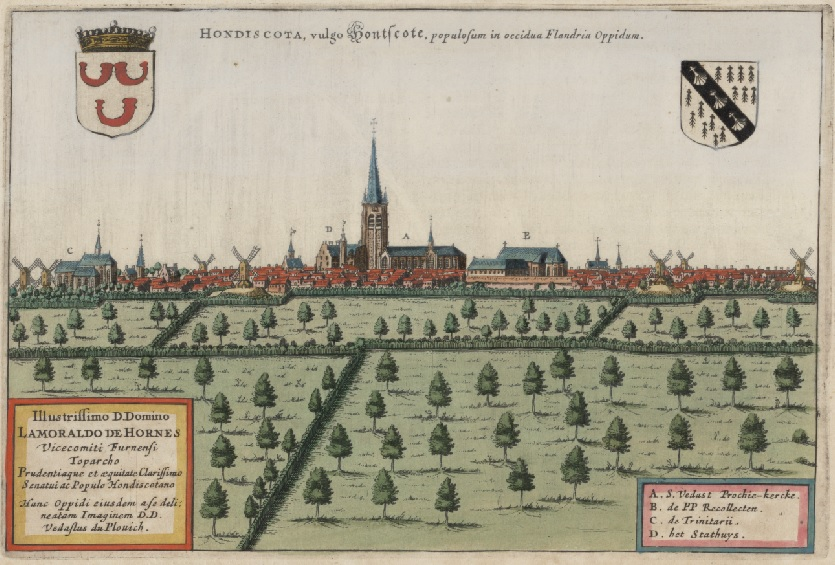
Hondschoote au XVIIe siècle (par Antoine Sandérus dans Flandria Illustrata - 1641)

Après chaque désastre, Hondschoote essaie de s'en remettre mais ne peut empêcher son déclin. Devenue française en 1658 après de nouveaux pillages,et de nouveaux incendies, elle succombe enfin après l'invasion hollandaise de 1708 : toute production cesse bientôt et elle n'est plus qu'un village agricole. Les producteurs de tissu se sont enfuis pour se réfugier dans l'actuelle Belgique et en Angleterre, faisant profiter de leur savoir-faire les rivaux de la France.
Avant la Révolution française, Hondschoote compte quatre couvents : un de Trinitaires, un de Récollets, lesquels dirigent un collège, un de Sœurs grises et un de religieuses recollectines. Dans la ville se trouve également un hôpital pour les indigents. La seigneurie a été vendue en 1749 par le prince de Hornes à Jacques-Josse Coppens, marié à Marie Bart, nièce de Jean Bart.

### Après 1789
La bataille d'Hondschoote du 6 au 8 septembre 1793, au cours de la Révolution, est un événement majeur qui sauve la République française. Le roi d'Angleterre a envoyé à travers les Flandres une armée commandée par le duc d'York, pour s'emparer de Dunkerque, tête de pont à l'invasion du pays. Cette armée, renforcée par des troupes hanovriennes et autrichiennes sous les ordres du maréchal Wilhelm von Freytag, venues des Pays-Bas voisins, est battue par une armée de volontaires patriotes. Durant la bataille, le moulin à vent sert de poste de guet et d'infirmerie. Une grande partie des blessés pendant la bataille fut évacuée vers Saint-Omer dans les églises de Saint-Bertin et de Saint-Denis.
Les frères Herwyn, (Pierre-Antoine, comte Herwyn de Nevèle; Philippe Jacques, baron Herwyn), natifs d'Hondschoote, s'illustrent pendant la Révolution, le Premier Empire et la Restauration.
En 1802, Hondschoote est toujours considérée comme étant une place fortifiée. À cette époque, on considère qu'au temps de son apogée, la ville était quadruple en étendue et en population.
En 1803, dans la continuité de l'époque antérieure à la Révolution, se tient dans la ville une grande foire annuelle pour toutes marchandises avec foire à bestiaux le 1er jour; cette année là, elle a eu lieu du 21 au 25 messidor (du 10 au 14 juillet). S'ajoute à cela un franc marché (marché où les ventes sont dispensées de taxes) aux bestiaux en floréal (mai) et en prairial (juin). Enfin se tient chaque décade (période de dix jours du calendrier républicain) un marché pour grains, petits animaux et légumes.
À cette époque, des transports réguliers ont lieu par voie d'eau avec les villes proches : un bateau de marché part pour Bergues le lundi de grand matin et rentre le même jour; une barque assure une liaison vers Bergues tous les jours en été, tous les 2 jours en hiver, avec retour le même jour; le vendredi vers midi, un bateau de marché s'en va pour Dunkerque avec retour le lendemain.
En 1808, on trouve à Hondschoote un dépôt de sûreté, où on enferme les petits délinquants avant leur transfert en maison d'arrêt à Dunkerque.
Eugénie de Lamartine (1796-1873), sœur d'Alphonse de Lamartine, le célèbre poète, s'est mariée en 1816 avec Bernard Coppens d'Hondschoote (1787-1841). En mai 1829, des Hondschootois, M. et Mme Coppens, donnent à l'hospice de Bergues, deux maisons et quatre hectares de terre. Alphonse de Lamartine choisit de se présenter aux élections législatives dans le 7e collège du Nord (Bergues) en 1831, sans succès. Il est finalement élu en 1833 alors qu'il voyageait en Orient. Il est député de Bergues de 1833 à 1837.Il intervient auprès du ministre de l'Intérieur pour faire donner à la ville d'Hondschoote le tableau La Bataille de Hondschoote, peint par Hippolyte Bellangé, en 1839,. La famille Coppens quant à elle est bien connue dans le canton : Laurent Coppens fut député du Nord en 1791-1792 puis de 1815 à 1818.
Dans les années 1850, un Hondschootois s'illustre : Jules Demersseman, né à Hondschoote, a été premier prix de flûte au Conservatoire de Paris, et flûte solo des concerts de Paris.
À la fin du XIXe - début XXe siècle, Hondschoote possède une gare. Une voie ferrée dite des Flandres relie Bergues à Hondschoote via Warhem, Rexpoëde, Killem. Trois trains circulent par jour dans les deux sens, le trajet dure 45 minutes. Une autre ligne de chemin de fer relie Hondschoote à Bray-Dunes via Ghyvelde et Les Moëres.

#### Première Guerre mondiale
Pendant la Première Guerre mondiale, Hondschoote est de 1915 à 1918, le siège d'un commandement d'étapes, c'est-à-dire un élément de l'armée, organisant le stationnement de troupes, comprenant souvent des chevaux, pendant un temps plus ou moins long, sur les communes dépendant du commandement, en arrière du front. À partir de septembre 1915, Petite-Synthe, Rexpoëde, Warhem, Téteghem, Uxem, Killem, Leffrinckoucke, Zuydcoote, Rosendaël, sont les communes dépendant du commandement d'étapes et accueillant des troupes. Et en 1917, s'y ajoutent Les Moëres, Ghyvelde, Bray-Dunes, Séjournent ainsi à Hondschoote, différents régiments de différentes armes, comme un bataillon de tirailleurs sénégalais en juin 1917 ou encore des troupes belges en août 1917.
Le 3 août 1915, une habitante d'Hondschoote dépose plainte pour vol et tentative de viol contre un tirailleur. Après enquête, un homme a été arrêté et sera traduit en conseil de guerre. Son complice, un autre tirailleur est recherché.
Fin août 1915, le « port d'Hondschoote » (sans doute sur le canal de la Basse-Colme), accueille une péniche contenant de l'eau [sic].
Le 3 octobre 1915, l'estaminet « À la botte de paille », rue des Chats, à Hondschoote, a été consigné à la troupe pour 8 jours, la tenancière ayant servi à boire à des militaires à une heure interdite. Ce genre de décision intervient assez fréquemment tout au long de la guerre. De plus les prix du vin et de la bière sont réglementés, tout dépassement entrainant une contravention et une fermeture de l'établissement
Du fait de la présence de troupes, les maladies infectieuses font l'objet d'un suivi, le cas échéant d'une désinfection, dès leur apparition pour éviter la propagation aux soldats. Cela concerne tout type de maladie infectieuse (qu'elle soit classique  ex. : fièvre typhoïde, ou plus particulière : le 24 octobre 1915, trois femmes de la commune soupçonnées de blennoragie ont été dirigées vers l'hôpital de Rosendaël. Du fait d'un usage encore important des chevaux, on se montre tout aussi vigilant vis-à-vis des maladies contagieuses pouvant frapper les animaux ex. : maladie du charbon chez une génisse. Le 22 novembre 1915, le responsable du commandement d'étapes a demandé au médecin du commandement d'étapes d'effectuer une visite sanitaire des troupes. Sur 699 hommes examinés, ont été recensés 4 cas de blennoragie, 3 de syphilis, 4 de gale.
Hondschoote accueille entre autres un parc d'aviation et deux escadrilles en août 1915. En juin 1917, s'y trouve une escadrille, (la C/74) franco-belge. Le parc aéronautique dit Parc n°8 cantonne dans l'usine, à l'arrêt, de Mr Van Den Bavière. Le service du génie a empierré la route d'accès et la plus grande partie de la cour.
Le 18 novembre 1915, un chien présentant les symptômes de la rage a été abattu sur le territoire de la commune. Le commandement d'étapes a mis en place, en liaison avec la municipalité, des mesures de surveillance de tous les chiens. Le 20 novembre 1915, au matin, trois bombes ont été lancées par des avions ennemis à une certaine distance de l'aérodrome. Elles n'ont pas causé d'accidents.
Le 23 janvier 1916, le service des douanes arrête un soldat de l'arme du train. Il rentrait de Belgique avec 8 kg de tabac à fumer, 7 kg de cigarettes et 5 kg d'allumettes.
Le 20 février 1916, vers 13h15, un avion ennemi a lancé 8 bombes sur la lisière nord et sur la lisière ouest de la ville. 7 sont tombées dans la prairie à l'arrière de maisons et n'ont fait que des trous. La dernière est  tombée dans le jardin du curé-doyen causant quelques dégâts, cassant les vitres de la serre et de la maison. Le 27 février 1916, vers 12h10, un avion allemand, visant le champ d'aviation, a lancé deux bombes qui sont tombées dans un champ près de la commune de Killem. Elles ont brisé quelques vitres aux maisons voisines. Il n'y  a eu aucune accident de personne.
On utilisait encore dans les deux camps des pigeons voyageurs pour transmettre des messages : en conséquence, le fait de trouver un pigeon voyageur de l'ennemi amenait à le signaler et à faire porter l'oiseau au quartier général, ce qui est arrivé le 25 janvier 1916. La commune dépendait elle-même pendant la même période du commandement d'étapes, installé à Steenvoorde puis transféré à Rexpoëde.
Quatre soldats belges se sont fait remarquer le dimanche 7 mai 1916: ils ont été interpellés par les gendarmes au motif de sortir après l'heure règlementaire d'une maison particulière. Par ailleurs, le même jour, la tenancière d'un estaminet s'est plainte du fait que 4 ou 5 militaires belges l'ont insultée et face à son refus de leur servir à boire, ont brisé la porte d'entrée de son établissement. Une enquête a été ouverte par la prévôté du commandement d'étapes.
Le 6 juin 1916, le mauvais état de la cheminée d'une maison a provoqué l'incendie d'une grange voisine remplie de lin, à 500 m du centre de la commune. La présence de la troupe sur la commune a permis une intervention très rapide de l'équipe d'incendie. Les dégâts ont été limités à une partie du lin et deux moutons. Sans cette action efficace, un îlot de 7-8 maisons proche de la grange aurait été la proie des flammes.
Le 10 août 1916, un avion anglais, parti de Bristol, via Folkestone, s'est égaré et a atterri à Hondschoote. Des avaries importantes sont constatées à la suite de l'atterrissage.
Du fait de la guerre, l'armée contrôle ce qui peut avoir une importance stratégique, ainsi le ravitaillement : le 16 septembre 1916, un épicier de Coudekerque-Branche a été interpellé sur le territoire de la commune. Il transportait sans laissez passer 900 kg de pommes de terre, provenant d'un agriculteur d'Hondschoote. Un procès-verbal a été dressé.
De même, en février 1917, un boulanger de la commune, de nationalité belge a fait l'objet d'un procès-verbal. Il stockait et cachait 55 litres de boissons alcoolisées diverses. Cet alcool avait été fourni à sa mère veuve par des automobilistes belges, et celle-ci en avait vendu deux litres à une voisine. Étaient répréhensibles, le fait d'avoir ainsi stocké et vendu de l'alcool, sans avoir déclaré ni l'un ni l'autre. Le vendeur et l'acheteur ont fait l'objet du procès-verbal.
Quelques jours plus tard, ce sont deux fermières de Hondschoote qui ont fait l'objet d'observations : elles avaient donné à moudre des graines contenant en partie du blé et en partie du blé propre à la panification ou encore un autre agriculteur qui a dit à son employé d'ajouter du blé à la mouture destinée aux bestiaux.
En avril 1917, les responsables du commandement d'étapes ont établi plusieurs rapports pour signaler plusieurs cas d'oreillons touchant des soldats et obligeant à des mesures de désinfection, à des décisions de laisser ces locaux inoccupés pendant une temps,
En août 1917, l'autorité militaire décide que plusieurs estaminets d'Hondschoote sont consignés à la troupe (ne peuvent accueillir des soldats) pendant huit jours au motif d'avoir donné à boire aux militaires en dehors des heures permises.
Le 22 août 1917, un culot d'obus anglais est retombé sur une ferme d'Hondschoote, près du Pont aux Cerfs, a crevé la toiture, a traversé toute la maison jusqu'au carrelage du rez-de-chaussée, où il a fait un trou. Il n'y a pas eu de blessés.
Le 11 septembre 1917, six à sept obus allemands ont touché Hondschoote à proximité de la frontière belge. Ils n'ont pas éclaté. On estime que de l'ordre de 25 d'entre eux sont tombés sur la commune belge de Leisele toute proche.
Dans la nuit du 2 au 3 novembre 1917, vers 23h30, une baraque logeant les officiers de l'escadrille C219 a pris feu. Tout le matériel et les objets personnels des officiers ont été brûlés, un lieutenant est gravement atteint et évacué.
Les 6 et 7 octobre 1919, des troupes sont venues cantonner à Rexpoede et environs : Hondschoote, Warhem, West-Cappel, pendant environ une semaine puis ont gagné d'autres lieux, essentiellement en Belgique.

#### Depuis 1918
Entre les deux guerres mondiales, on construit sur la commune des blockhaus intégrés à une suite continue de constructions défensives allant de Bray-Dunes à Bailleul : voir secteur fortifié des Flandres, partie intégrante de la ligne Maginot.
Le 1er juin 1953, un habitant d'Hondschoote, le maçon Émile Warin, connait une petite célébrité : il est le vingt-cinq millionième visiteur de la Tour Eiffel et gagne une automobile.

## Politique et administration
En 1802-1803, le maire est Max. Laurent Vercamer.
Entre 1822 et 1865, Mr Jean Vaast Delaroière (1793-1865) ancien militaire, docteur en médecine, membre du conseil d'arrondissement de 1833 à 1848, membre du Conseil général en 1855, membre correspondant de la « Société dunkerquoise pour l'encouragement des sciences, des lettres et des arts », auteur d'ouvrages et d'études en littérature et philosophie, est cinq fois maire.
| Période                                  | Période   | Identité                                    | Étiquette            | Qualité                                                                                        |
| ---------------------------------------- | --------- | ------------------------------------------- | -------------------- | ---------------------------------------------------------------------------------------------- |
| Les données manquantes sont à compléter. |           |                                             |                      |                                                                                                |
| 1804                                     | 1814      | André Gigaux                                |                      | Général de brigade en retraite Président du collège électoral de l'arrondissement de Dunkerque |
| Les données manquantes sont à compléter. |           |                                             |                      |                                                                                                |
| ca. 1883                                 |           | Charles Auguste Vanderheyde                 |                      | Notaire                                                                                        |
| 1885                                     | 1918      | Alfred Outters (1846-1918)                  | Conservateur         | Brasseur Conseiller général d'Hondschoote (1885 → 1918)                                        |
| 1919                                     | 1925      | Henri Mallengier (1857-1933)                | Entente républicaine | Gérant d'une maison de vins Conseiller général d'Hondschoote (1919 → 1933)                     |
| 1925                                     | 1945      | Pierre Mortier                              | RG                   | Agriculteur Conseiller général d'Hondschoote (1934 → 1940) Conseiller d'arrondissement         |
| 1945                                     | mars 1981 | Daniel Peene                                | DVD puis UDF         | Marchand de bois Conseiller général d'Hondschoote (1949 → 1981) Décédé en fonction             |
| 1981                                     | mars 2001 | Claude Gosset                               | UDF                  | Conseiller général d'Hondschoote (1981 → 1994) Vice-président du conseil général               |
| mars 2001                                | En cours  | Hervé Saison Réélu pour le mandat 2020-2026 | DVD                  | Attaché territorial Vice-président de la CC des Hauts de Flandre (2014 → ),                    |

La commune fait partie de la quatorzième circonscription du Nord qui a pour député Jean-Pierre Decool ; le conseiller général du canton est Patrick Valois.

## Population et société

### Démographie

#### Évolution démographique
L'évolution du nombre d'habitants est connue à travers les recensements de la population effectués dans la commune depuis 1793. Pour les communes de moins de 10 000 habitants, une enquête de recensement portant sur toute la population est réalisée tous les cinq ans, les populations de référence des années intermédiaires étant quant à elles estimées par interpolation ou extrapolation. Pour la commune, le premier recensement exhaustif entrant dans le cadre du nouveau dispositif a été réalisé en 2004.

En 2022, la commune comptait 4 010 habitants, en évolution de −2,12 % par rapport à 2016 (Nord : +0,51 %, France hors Mayotte : +2,11 %).
| 1793  | 1800  | 1806  | 1821  | 1831  | 1836  | 1841  | 1846  | 1851  |
| ----- | ----- | ----- | ----- | ----- | ----- | ----- | ----- | ----- |
| 3 386 | 3 168 | 3 294 | 3 823 | 3 833 | 3 903 | 3 915 | 3 971 | 3 800 |

| 1856  | 1861  | 1866  | 1872  | 1876  | 1881  | 1886  | 1891  | 1896  |
| ----- | ----- | ----- | ----- | ----- | ----- | ----- | ----- | ----- |
| 3 766 | 3 757 | 3 725 | 3 472 | 3 586 | 3 472 | 3 464 | 3 447 | 3 315 |

| 1901  | 1906  | 1911  | 1921  | 1926  | 1931  | 1936  | 1946  | 1954  |
| ----- | ----- | ----- | ----- | ----- | ----- | ----- | ----- | ----- |
| 3 365 | 3 324 | 3 319 | 3 013 | 3 016 | 2 788 | 2 776 | 3 215 | 2 767 |

| 1962  | 1968  | 1975  | 1982  | 1990  | 1999  | 2004  | 2006  | 2009  |
| ----- | ----- | ----- | ----- | ----- | ----- | ----- | ----- | ----- |
| 2 705 | 2 722 | 2 964 | 3 716 | 3 654 | 3 815 | 3 749 | 3 803 | 4 033 |

| 2014  | 2019  | 2022  | - | - | - | - | - | - |
| ----- | ----- | ----- | - | - | - | - | - | - |
| 4 032 | 4 060 | 4 010 | - | - | - | - | - | - |

#### Pyramide des âges
La population de la commune est relativement jeune.
En 2018, le taux de personnes d'un âge inférieur à 30 ans s'élève à 37,4 %, soit en dessous de la moyenne départementale (39,5 %). À l'inverse, le taux de personnes d'âge supérieur à 60 ans est de 25,0 % la même année, alors qu'il est de 22,5 % au niveau départemental.
En 2018, la commune comptait 1 973 hommes pour 2 099 femmes, soit un taux de 51,55 % de femmes, légèrement inférieur au taux départemental (51,77 %).
Les pyramides des âges de la commune et du département s'établissent comme suit.
| Hommes | Classe d’âge | Femmes |
| ------ | ------------ | ------ |
| 0,8    | 90 ou +      | 2,9    |
| 4,8    | 75-89 ans    | 9,3    |
| 15,3   | 60-74 ans    | 16,7   |
| 20,3   | 45-59 ans    | 18,5   |
| 18,5   | 30-44 ans    | 17,9   |
| 17,8   | 15-29 ans    | 14,9   |
| 22,5   | 0-14 ans     | 19,8   |

| Hommes | Classe d’âge | Femmes |
| ------ | ------------ | ------ |
| 0,5    | 90 ou +      | 1,4    |
| 5,3    | 75-89 ans    | 8,1    |
| 14,8   | 60-74 ans    | 16,2   |
| 19,1   | 45-59 ans    | 18,4   |
| 19,5   | 30-44 ans    | 18,7   |
| 20,7   | 15-29 ans    | 19,1   |
| 20,2   | 0-14 ans     | 18     |

## Économie
Un marché a lieu tous les vendredis matin.

## Lieux et monuments
L'office de tourisme accueille les visiteurs pour les renseigner sur les particularités de la ville.

### L'église Saint-Vaast

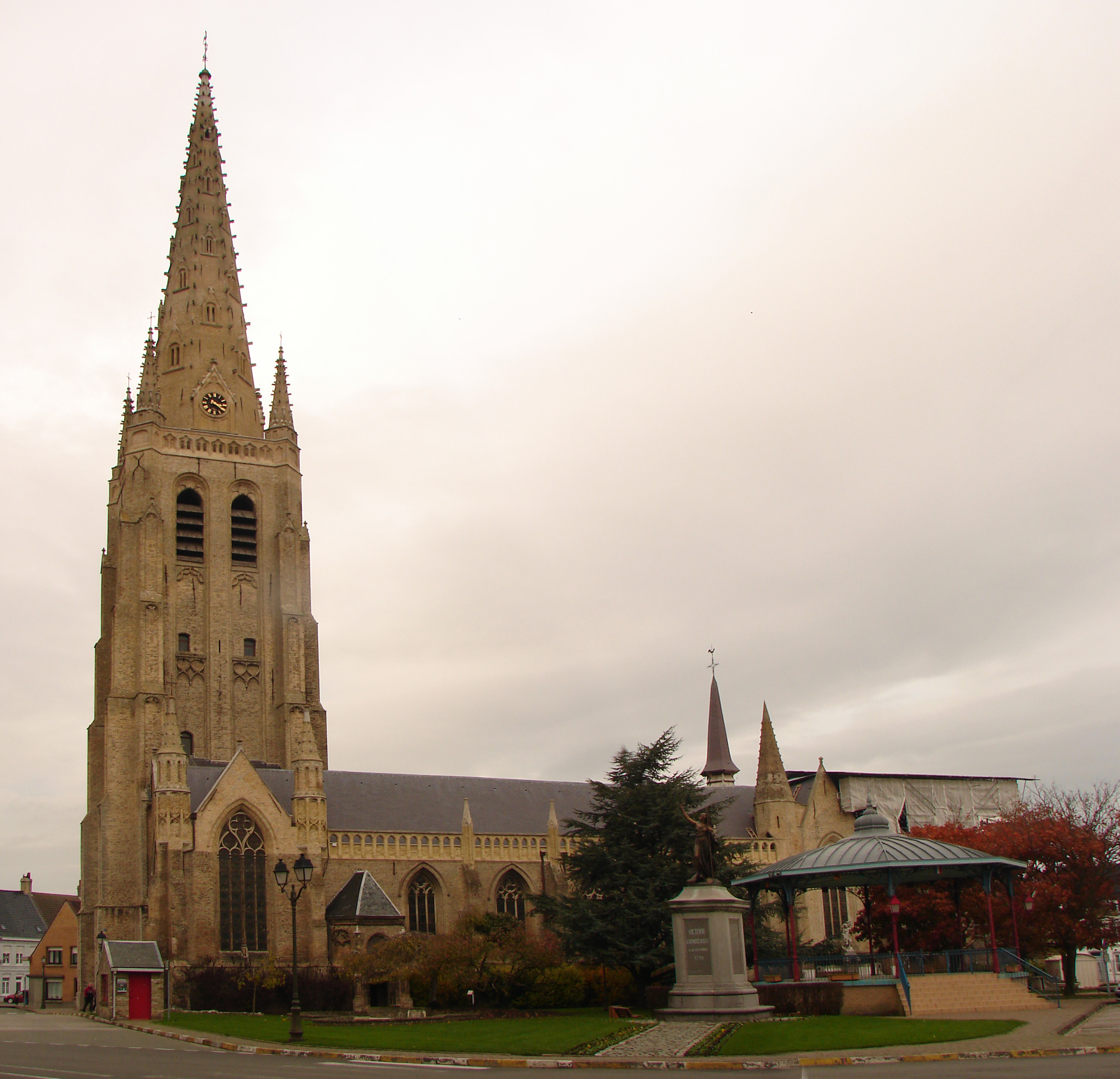
L'église Saint-Vaast

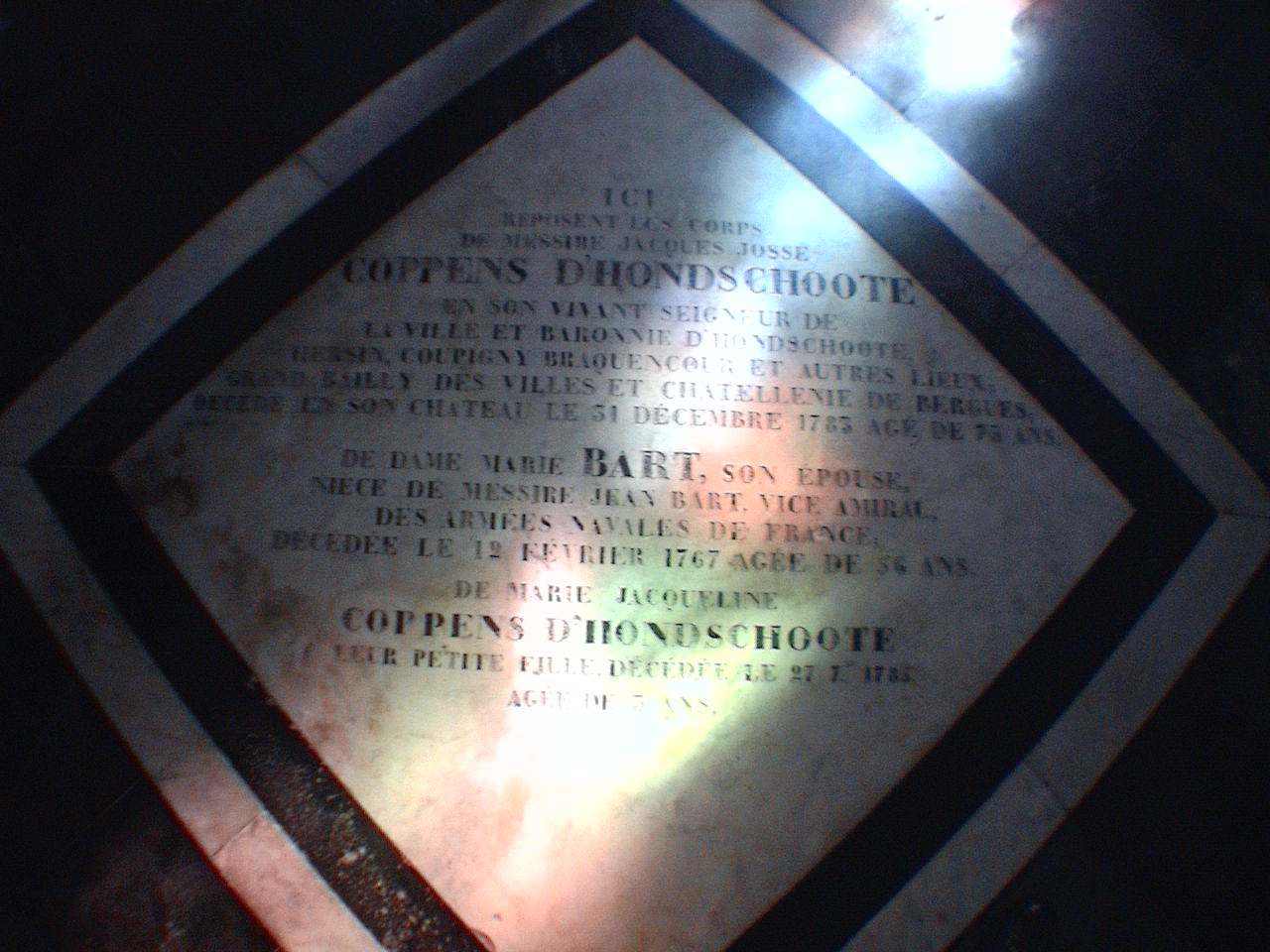
Dalle funéraire de Jacques-Josse Coppens et Marie Bart

(XVIe et XVIIe siècles - Monument historique).
Bâtie au XVIe siècle. La tour, haute de 82 mètres, construite en briques blanches du pays s'appelle De Witte torre (la tour Blanche). Cette tour préservée lors de l'incendie de 1582 porte dans l'un de ses piliers la date de 1513.
Ses autels
Dans la nef droite : l'autel Saint Sébastien. - Autel sculpté de style Louis XIV : On peut y remarquer les armoiries de la confrérie Saint Sébastien ou confrérie d'Archers, fondée en 1586, ayant pour charge la défense de la ville et de ses habitants.
Un autel moderne : l'autel du Sacré-Cœur.
À droite du chœur : l'autel des Âmes (1673) : style Louis XV ; le sujet principal du retable est un tableau peint représentant la descente du Saint-Esprit sur les apôtres. De chaque côté, des statues sculptées, l'une de saint Crépin (patron des cordonniers), l'autre de saint Séverin (patron des tisserands).
Au centre : le maître autel. Une dalle rappelle que la nièce de Jean Bart y est enterrée.
À gauche du chœur : l'autel de la Sainte Vierge. Le sujet principal représente l'Apparition de la Sainte Vierge à Saint Dominique.
L'autel Notre Dame des Sept Douleurs. Le sujet principal représente le Christ mort, étendu sur les genoux de sa mère.
La Chaire de 1755
Buffet d'orgue
En chêne, style Louis XV et Renaissance, construit entre 1611 et 1613, le grand buffet a été remplacé en 1737.
Boiseries et confessionnaux tous en chêne sculpté, style Louis XV.

### Hôtel de ville

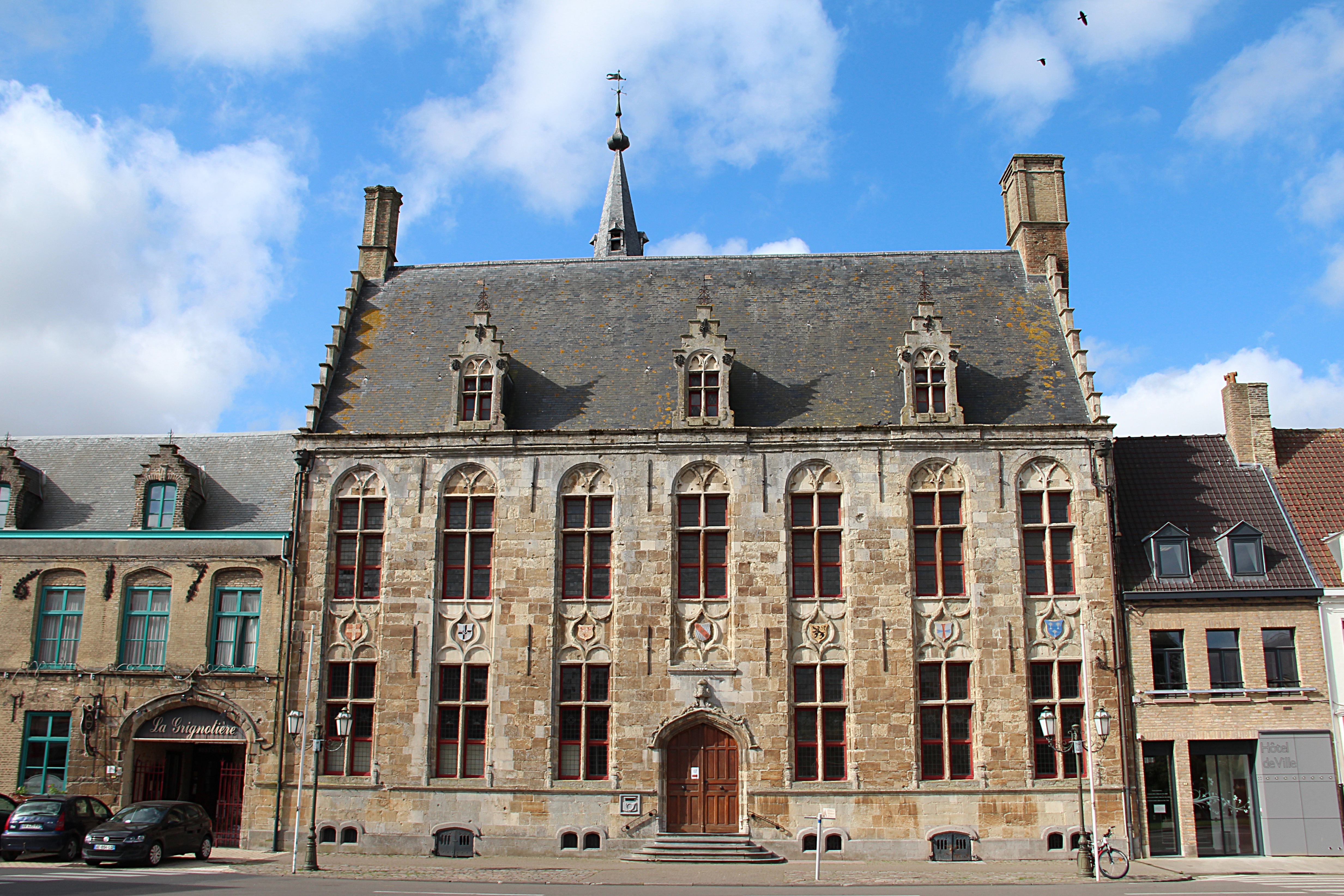
L'Hôtel de ville

Construit En grès et pierres blanches, il est construit entre 1555 et 1558, endommagé par l'incendie de la ville en 1582, repris en 1606. Il reste un des rares exemple dans la région d'architecture civile de la période Renaissance. Sa façade avant comporte sept blasons, dont celui de la confrérie Saint-Sébastien, qui date du Moyen Âge. Sur sa façade arrière, on peut remarquer les motifs en forme de bouteille qui encadrent les fenêtres du pignon gauche et de la face latérale de la tour.
La cave de l'hôtel de ville servait autrefois de corps de garde.
Une rénovation a été entreprise en 2019.

### Autres
- Le Pays du Lin : surnommé ainsi car l'économie du lin y est importante, ce vaste territoire naturel s'étend de la vallée de l'Yser jusqu'au plages de sable fin de la côte d'Opale. Les nombreuses fermettes et maisons isolées donnent à cette campagne un caractère typique qu'il faut absolument découvrir à bicyclette ! En juin, la plaine devient toute bleue (c'est la floraison du lin) et l'odeur des blés qui mûrissent parfume l'air chaud de l'été qui arrive.

Deux paysages radicalement différents entourent Hondschoote : au sud de la ville, c'est le « Houtland » avec ses petits bois « déposés » çà et là reliés par les haies d'épines qui retiennent et abritent les animaux des fermes d'élevages. Au nord d'Hondschoote, c'est l'univers de l'eau, « une vraie petite Camargue » ! De nombreuses espèces d'oiseaux viennent nicher sur les berges des « watergang » (petits canaux qui quadrillent ce territoire situé à -2m sous le niveau de la mer).
Un circuit pédestre de 11 km, le « Circuit de la tour blanche » permet de découvrir Hondschoote et ses environs.
- Monument commémoratif de la bataille de 1793 : inauguré en 1890 et dû au statuaire lillois Darcq.
- La fontaine : offerte à la ville en 1835 par Alphonse de Lamartine (dont la sœur résidait à Hondschoote).
- Le Noordmeulen (moulin à vent) : restauré en 1988, porte la date de 1127. Sa cabine de bois repose sur un pivot de pierre. Sur les poutres ont été gravés les noms des meuniers, des dates. En 1982, il devient propriété communale. Il a cessé de tourner en 1959.
- Le Spinnewyn (autre moulin à vent) : abattu en 1793 lors de la bataille d'Hondschoote, il a été reconstruit lors du bicentenaire, en 1993, à l'identique (en bois et sur un pivot de briques) car il fut le témoin privilégié de la bataille de 1793.

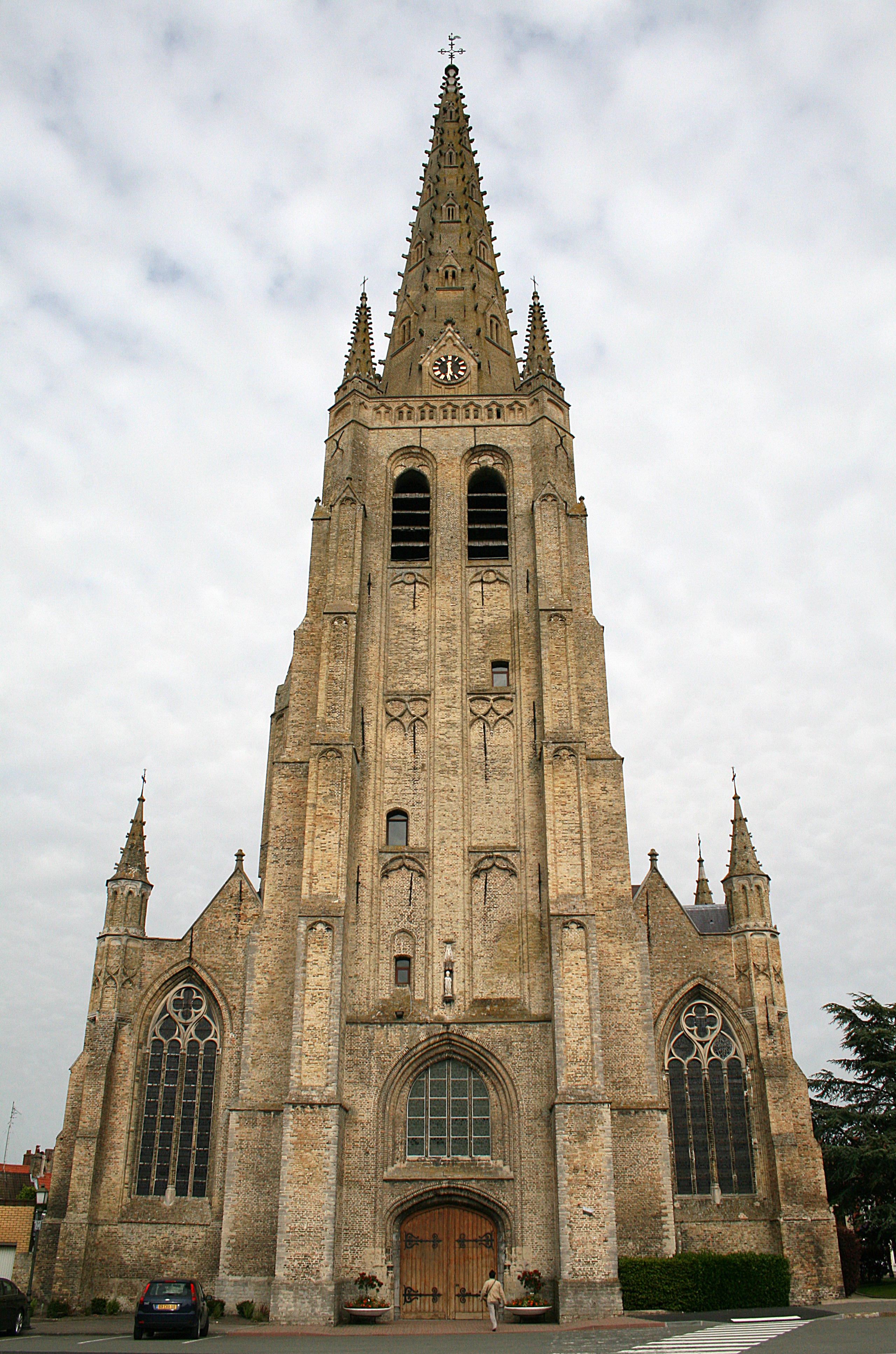
Façade de l'église.
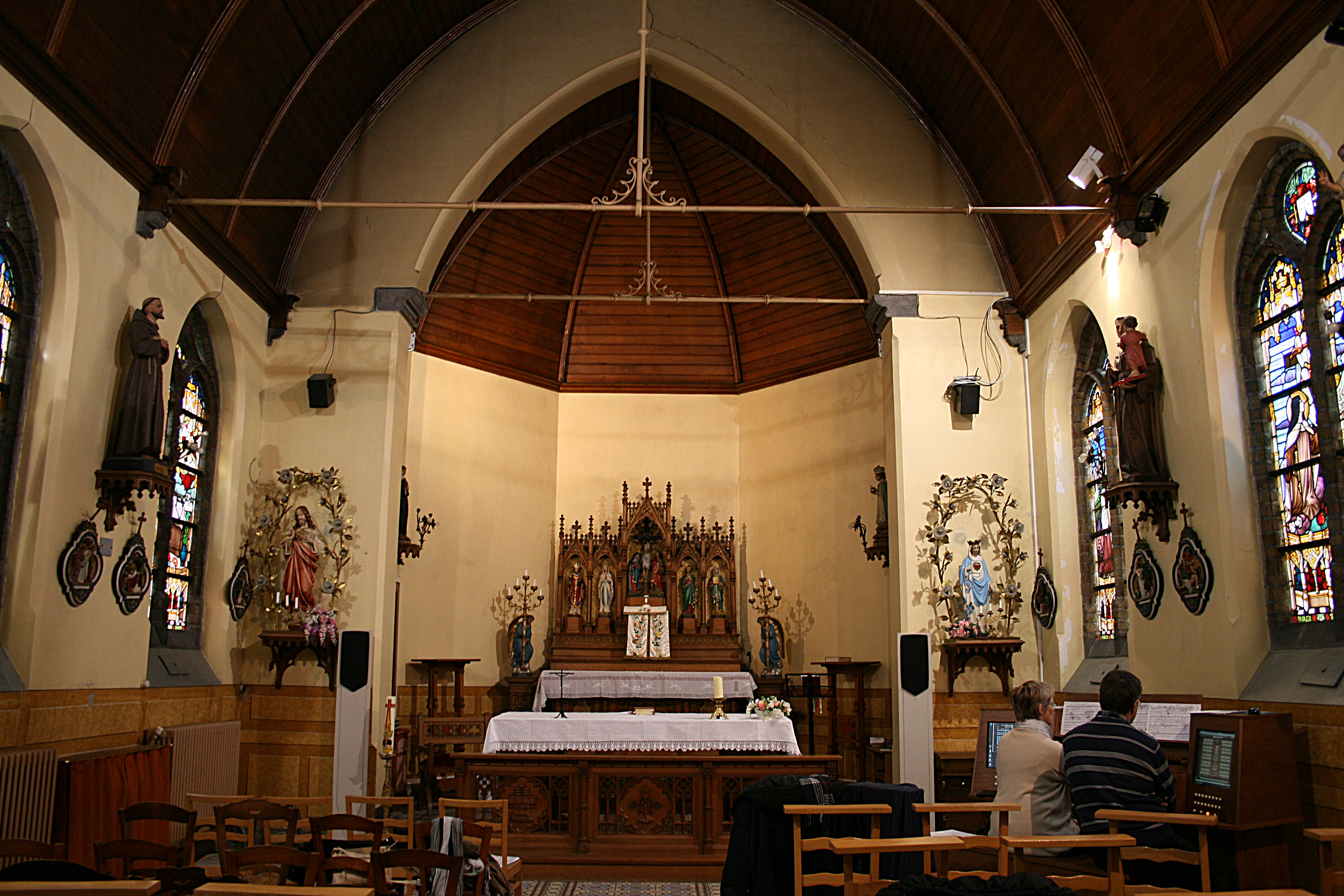
Intérieur de la chapelle Saint-Augustin
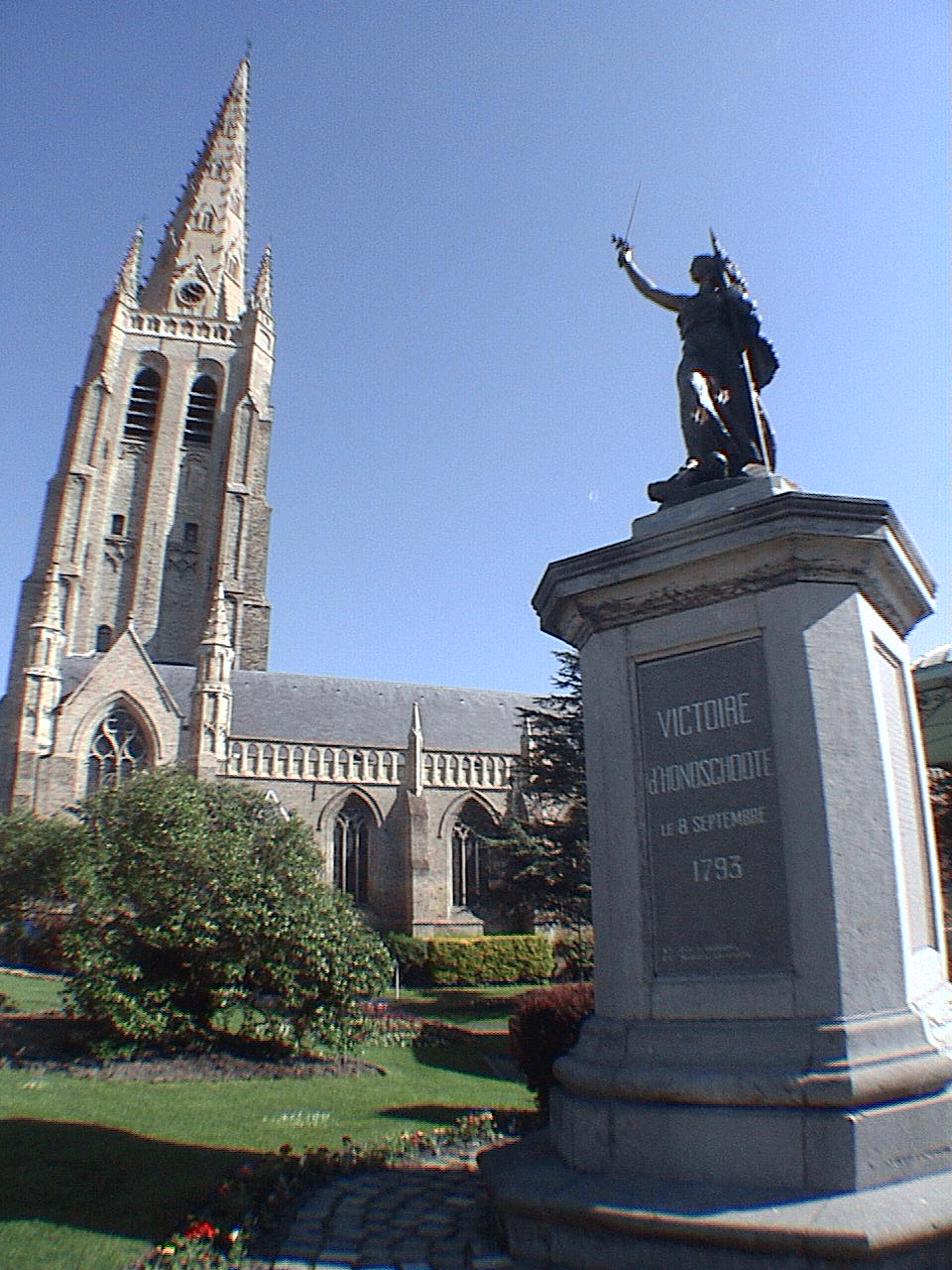
Monument commémoratif de la bataille d'Hondschoote.
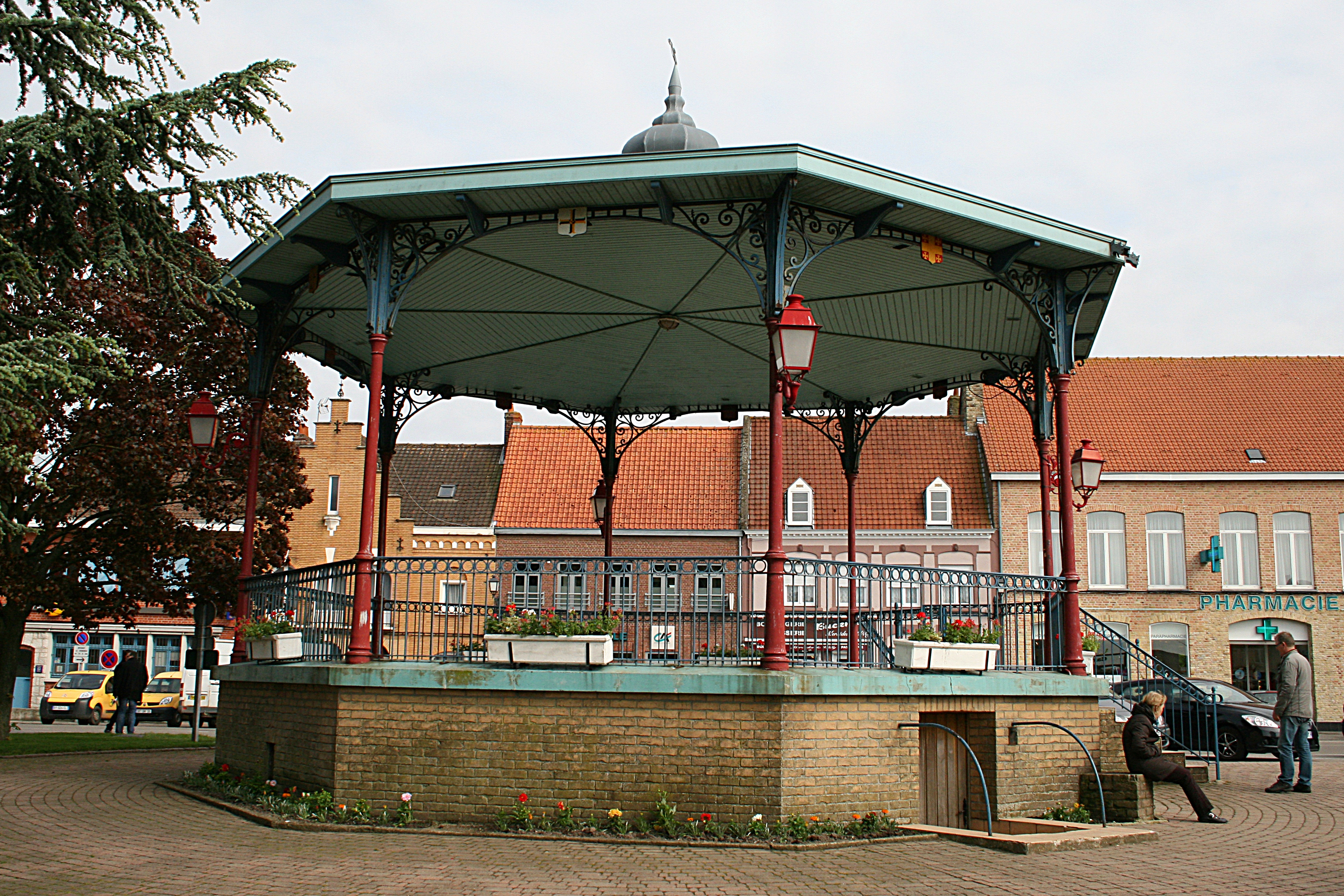
Kiosque à musique de la place du Général de Gaulle.
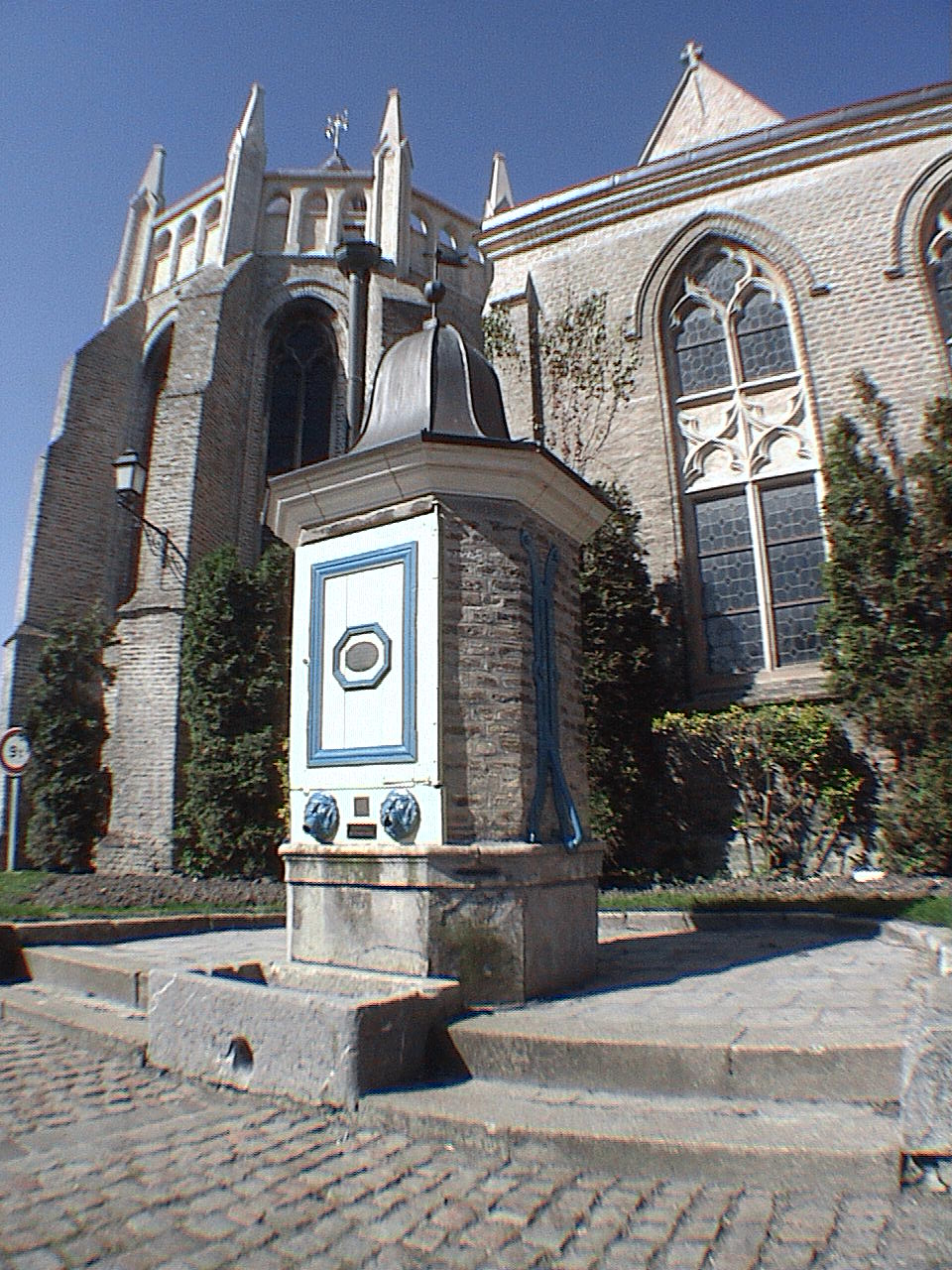
Fontaine offerte à la ville par Alphonse de Lamartine.
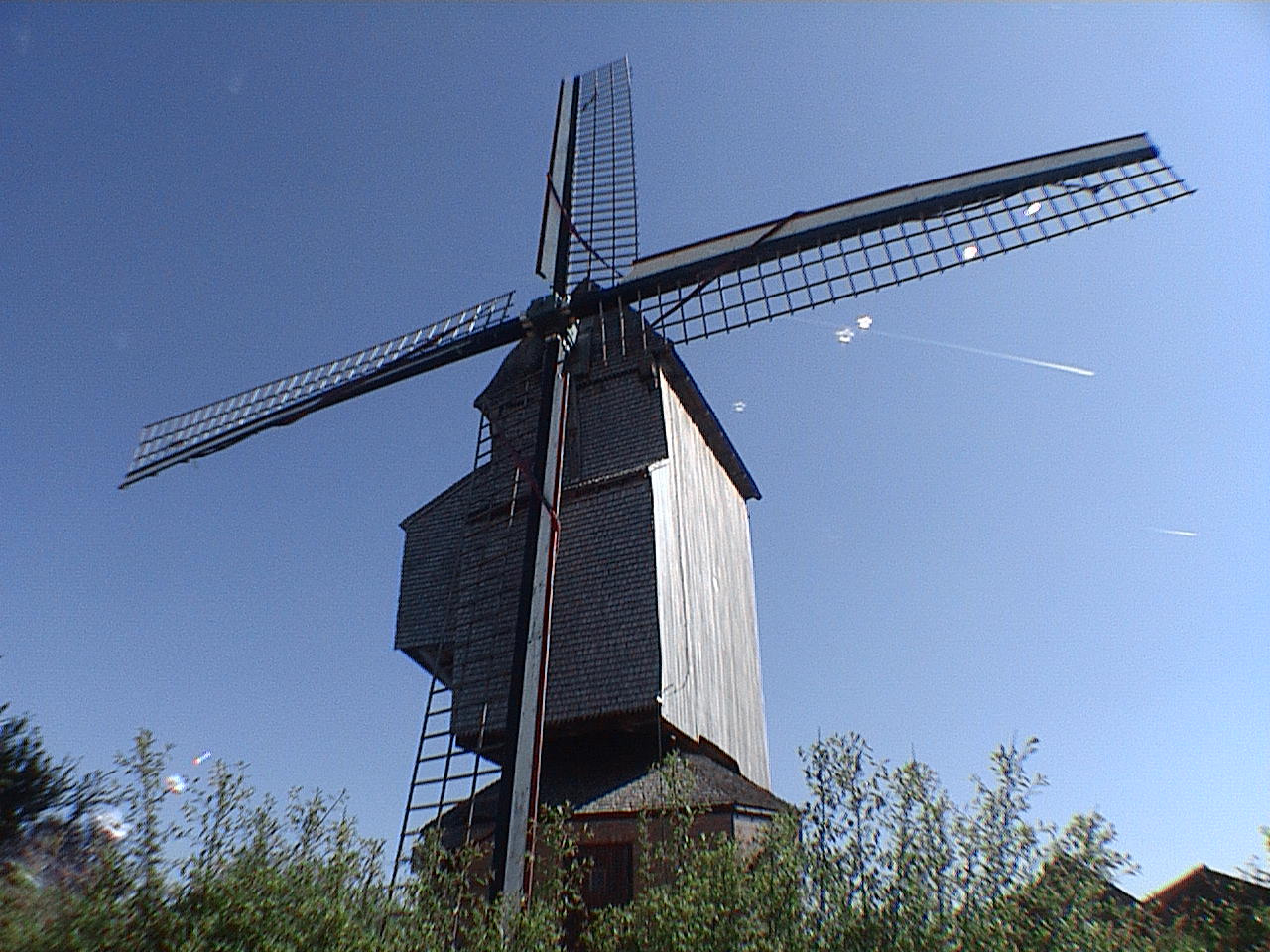
Le Noordmeulen d'Hondschoote.
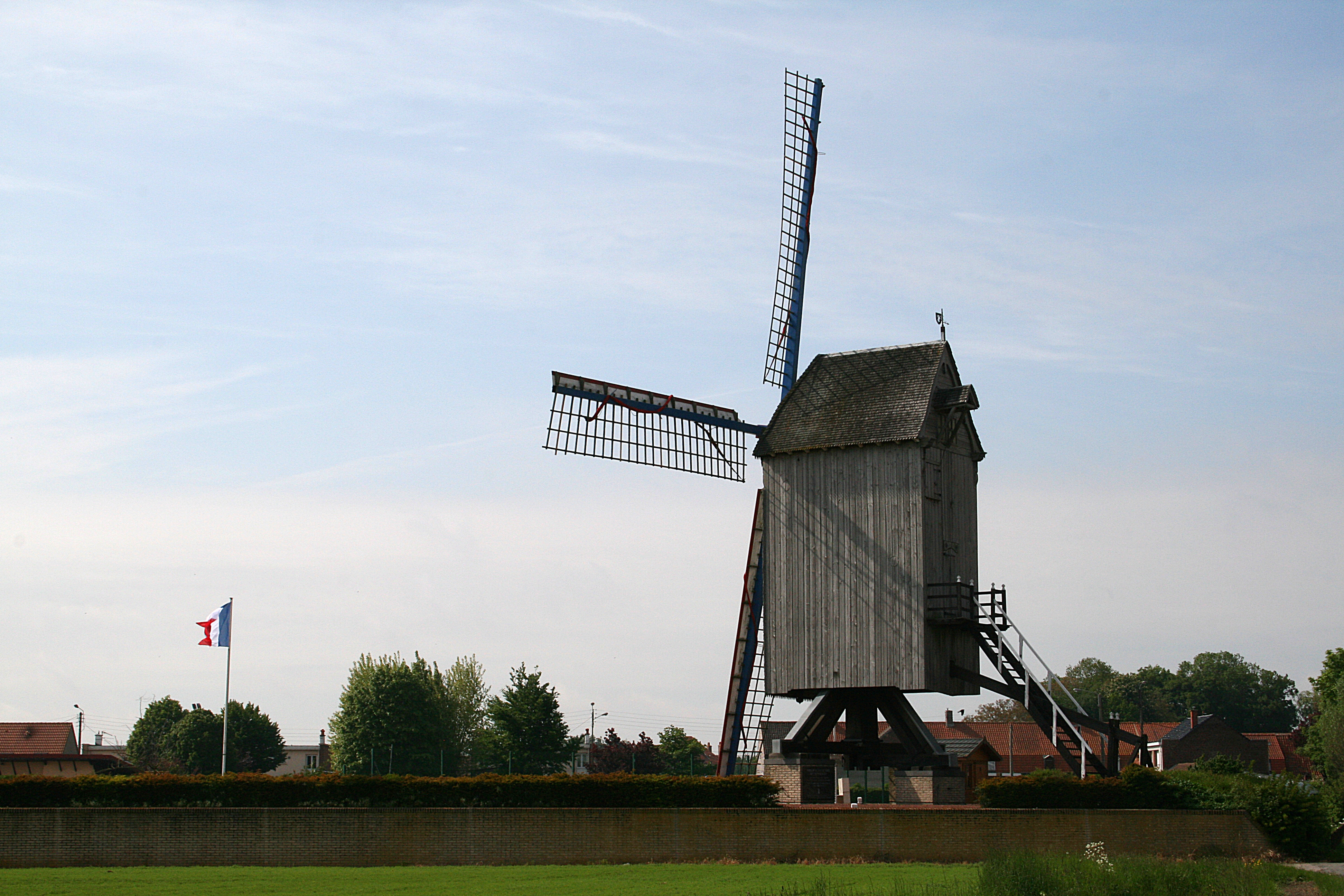
Moulin Le Spinnewyn.
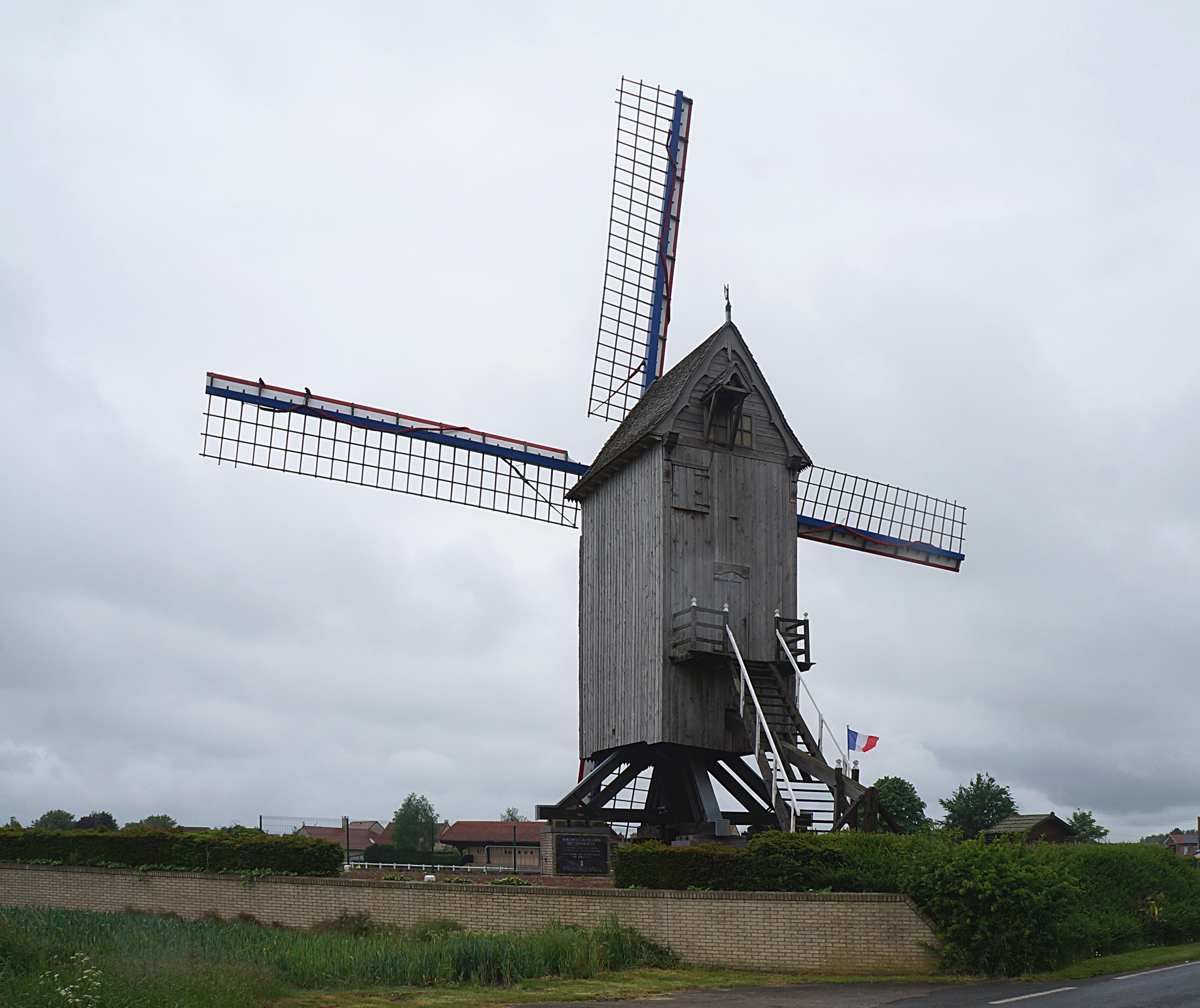
Moulin Spinnewyn ou Moulin de la Victoire (2016).

- Musée de l'Hôtel de ville de Hondschoote.

## Personnalités liées à la commune

### Seigneurs de Hondschoote
- En 1096-1099, Guillaume Moran de Honschoote est seigneur de Hondschoote. Il participe avec Raoul de Lederzelle  à la première croisade menée par Godefroy de Bouillon[29].
- Baudouin de Hondescote, fils de Guillaume Moran, épouse Mahaut de Guînes, fille d'Arnould Ier de Guînes[102].
- François de Hondschoote, seigneur d'Hondschoote, combat et trouve la mort lors de la bataille d'Azincourt en 1415[103].
- Jacques Josse Coppens est seigneur d'Hondschoote en 1753. Né en 1711, il est armateur à Dunkerque, écuyer, seigneur d'Hersin, de Coupigny. Il a acheté Hondschoote en 1749 au prince de Hornes. En 1751, il a acheté le grand bailliage de la ville et châtellenie de Bergues. La famille Coppens est d'origine brabançonne, fixée depuis longtemps à Dunkerque. Il est l'époux de Anne Marie Bart, cousine germaine de François Cornil Bart, fils de Jean Bart, et nièce de celui-ci. Elle est morte à Dixmude le 12 février 1767 et a été enterrée dans l'église d'Hondschoote le 14 février[104]. Le frère de Jacques Josse, Robert, a été conseiller de la chambre de commerce de Dunkerque de 1757 à 1759 environ. Il avait épousé une sœur d'Anne Marie Bart[104],[105].
- Bernard Pierre Coppens, avocat, écuyer, chevalier de l'ordre du roi, seigneur d'Hersin, Coupigny, seigneur haut justicier et gouverneur de la ville et juridiction d'Hondschoote, grand bailli héréditaire de la ville et châtellenie de Bergues, maire de Dunkerque de 1765 à 1767, lieutenant général civil et criminel de Dunkerque en 1786. Son fils, officier supérieur d'état-major, a épousé la sœur d'Alphonse de Lamartine[106].

### Autres personnalités
- Adrien Cauchie, douanier et peintre sculpteur. La crèche de Noël qui est exposé dans l'église chaque année est son œuvre.
- Eugénie de Lamartine, sœur du poète Alphonse de Lamartine, était mariée à Bernard Coppens d'Hondschoote, d'une famille noble dunkerquoise. Il est enterré dans le cimetière communal.
- Émile Coornaert, historien et résistant
- Gaston Delépine, ecclésiastique et géologue, né à Hondschoote en 1878
- Jules Demersseman, (1833-1866), flûtiste de renom et compositeur fécond, ami d'Adolphe Sax
- Philippe Jacques, baron Herwyn (13 juin 1750 - Hondschoote ✝ 23 mars 1836 - Furnes, Royaume de Belgique), homme politique français et belge des XVIIIe et XIXe siècles.
- Pierre-Antoine, comte Herwyn de Nevèle (18 septembre 1753 - Hondschoote ✝ 16 mars 1824 - Paris), frère du précédent, agronome et homme politique français des XVIIIe et XIXe siècles.
- Alphonse de Lamartine
- Auguste Outters
- Jacob Peyt, meneur dans la révolte paysanne flamande qui précéda la Bataille de Cassel
- Louis Philippe Schadet (1751-1820), né à Hondschoote, homme politique, sous-préfet puis député
- Arthur Van Hecke, peintre, l'un des principaux protagonistes du Groupe de Roubaix. Arthur Van Hecke vécut longtemps avec sa compagne, Lucette, à Hondschoote. Il y est décédé le 25 janvier 2003. Il est enterré à Hondschoote.
- Edmond Vansteenberghe, évêque de Bayonne, a passé une partie de sa jeunesse à Hondschoote. Ses parents et grands-parents sont enterrés dans le cimetière communal.

## Jumelages
Osterburken (Allemagne)

## Pour approfondir